# 葉問2
《葉問2》（英語：Ip Man 2）是2010年的香港傳記動作片，由葉偉信執導，甄子丹、洪金寶、黃曉明及熊黛林領銜主演，是葉問系列電影的第二部。故事承接2008年上映的《葉問》。於2010年4月29日在香港、中国大陆、馬來西亞同步上映。編劇黃子桓、動作指導洪金寶和藍海瀚繼續加入本片製作團隊，洪金寶亦同時擔演洪拳宗師，與甄子丹切磋。

## 劇情
1950年，詠春派武術家葉問和家人一起從佛山遷居至香港度過幾年，為了養活當時懷有次子的妻子張永成與兒子葉準而開宗立派，經由當地《華人日報》報社總編梁根協助找到一頂樓天台練武。一位自視甚高的西洋拳學徒黃梁與其朋友前來試探葉問的武功，在全體過手卻都在同一時間被擊敗後，黃梁帶頭認葉問為師，他們一行人成為葉問的第一批徒弟，暫時解決葉家目前艱苦的生活問題。葉問一晚撞見數年前遭日軍槍傷頭部而精神錯亂的老友周清泉，對其懷有愧疚的葉問便常來照顧露宿街頭的清泉，並在華人日報裡為其兒子周光耀找到記者工作。
一日，黃梁不慎得罪當地武館大人物、洪拳宗師洪震南的弟子鄭偉基，還被囚禁至魚市場裏，迫使葉問只好孤身去救黃梁。兩人合作抵擋鄭偉基大量手下的圍攻，而魚市場負責人則是葉問曾經在佛山的敵人金山找，如今改邪歸正而幫葉問解圍。然而，洪震南和本地探长肥波將葉問、黃梁與金山找帶回警局，講述香港武術界的開宗立派者必須先在一柱香的時間內接受各門派的挑戰而不倒。葉問和黃粱在梁根和金山找的金援下保釋，隨後接受洪震南的挑戰，在茶館試驗場合中施展出色的詠春拳，大贏其他香港宗師，並與洪震南打平手，葉問雖受到認同，卻拒絕洪震南所提出的繳納會費要求。
洪震南為了給每個月收他保護費的英國警司華萊士好臉色看，任由鄭偉基等洪門弟子妨礙葉問教學進行施壓，乃至引發兩派鬥毆。葉問還因此失去頂樓天台教學場，前去對洪震南表示他不會妥協時，與洪震南繼續上次平手的比武，而葉問救下即將被拳頭打中的洪震南之子才讓他罷休並放棄施壓。洪震南為感謝葉問而邀請他和其弟子來到他和英國人合作創辦的一場西洋拳賽觀看，並希望葉問也上場表演來宣傳詠春拳。直到一名囂張跋扈的英國拳王「龍捲風」，因貶低中國武術而極盡所能嘲笑，甚至打傷黃梁和鄭偉基而引起會場鬥毆。
葉問和洪震南聯手制止鬥毆，而洪震南為了讓龍捲風公開道歉、以及捍衛中國武術之尊嚴，不顧他因病體衰的身體狀況而堅持上場和龍捲風挑戰。龍捲風壯碩的身材及凌厲的身手讓洪震南無法匹敵，但無論如何就是寧死不屈，最後在拳擊台上被龍捲風活活打死。在洪震南的葬禮上，葉問敬佩他死前所說過的「為生活，我可以忍；但侮辱中國武術就不行！」之忠言，因此將洪震南譽為「他一生中最敬重的武術師傅」。英國方面因這件事遭到報導施壓，毫無悔意的華萊士不但痛打出版報紙的梁根，並為了避免社會輿論壓力而創辦另一場西洋拳賽，並歡迎任何中國武師挑戰龍捲風。
葉問為了替洪震南討回公道而公開挑戰出口狂言的龍捲風，將妻兒留給房東照顧，每天去探望清泉使他慢慢恢復記憶，剩餘時間則練武為比賽做準備。比賽當天，葉問代表全體中國人上陣對抗龍捲風，雖然數次被擊倒在地，但還是屢次將龍捲風逼入絕境。英國一方為了不讓葉問贏，靠裁判一方判定比賽中不能用踢腿，使赤手空拳的葉問再次被打倒在地。但葉問想起洪震南說過的話而重新爬起來，將自己的詠春結合著洪拳，運用切兩隻手臂中路的戰術，使得龍捲風因為肱肌受挫而無法正常揮拳，最終不敵葉問的詠春拳法而落敗倒地。
葉問獲勝讓全體中國人歡呼不盡，並再次激起中國人自強不息之精神，而葉問對全體英國觀眾發表感言時，稱他並非想證明中國武術強過西洋拳術，真正想表示「即使人們有不同地位，但人格不應該有貴賤之別」；最後希望中國人和英國人都要學會互相尊重。葉問的感言讓眾英國觀眾也紛紛站起來為他鼓掌歡呼，而肥波最終對香港高級警司揭露華萊士欺壓中國人的種種罪行而使他被收押。葉問跑回家發現永成已平安生下次子葉正，也因這場勝利而成為威震海外的一代宗師。不久，一位名叫李小龍的男孩找到聲名大噪的葉問，並希望能拜他為師，葉問承諾等李小龍長大後便會收他為徒。

## 演員
| 演員                        | 角色        | 人物簡介 |
| 甄子丹                      | 葉問        | 詠春拳宗師，抗日戰爭期間從家鄉佛山逃至香港隱居，為了養活家人而繼續傳承詠春拳。這次在香港面對本地武館規矩以及洋人欺壓中國人的種種事情，迫使他再次出面捍衛中國人之尊嚴。                                               |
| 洪金寶                      | 洪震南      | 洪拳宗師，立於香港武館頂端的大人物，立下開設武館須通過其他師傅挑戰的規矩所以讓葉問吃了不少苦頭。本人作風霸道但實則是體貼別人的一代宗師，武裝自己主要目的是養活家人和弟子、以及維持香港眾多武館與駐港英警兩者間平衡。 |
| 黃曉明 （粵語配音：羅偉傑） | 黃梁        | 葉問的大徒弟，血氣方剛，武藝不凡。自視甚高、脾氣不好而經常和人發生衝突，拜師時跟葉問兩度進行切磋落敗後甘心拜葉問為師，後來在葉問的諄諄教誨下才學會收斂。                                                             |
| 熊黛林 （粵語配音：王慧珠） | 張永成      | 葉問的妻子，溫柔婉約、待人輕聲細語，是名既賢慧又通達事理的女性，經過佛山的事情後才理解丈夫對武術的熱衷，如今再度懷上一子。                                                                                           |
| 達倫·薛拉維                 | 泰勒·米勒斯 | 英籍世界級拳王，外號「龍捲風」（The Twister），體格高大囂張跋扈，瞧不起矮小貧弱的中國人，將中國武術視為笑柄，在拳賽中引發中英兩方衝突，受到洪震南和葉問挑戰。                                                                   |
| 任達華                      | 周清泉      | 葉問在佛山的摯友，曾冒險協助葉問一家逃離佛山，然而逃亡期間頭部遭到日軍槍擊，倖存卻落下腦損傷與失憶而流落街頭，在葉問的細心照料下才開始慢慢恢復。                                                                     |
| 樊少皇                      | 金山找      | 葉問在佛山時期的對手，被葉問教訓後改邪歸正後在香港的漁市裡討生活，這次成為葉問的幫手及好友。 |
| 鄭家星                      | 周光耀      | 周清泉的兒子，陪父親流浪到香港，在餐廳偶爾打打雜工謀生，因葉問的引薦而到華人日報當起小記者。 |
| 杜宇航                      | 鄭偉基      | 洪拳大弟子，多次與詠春拳弟子與黃梁等人叫囂、擦槍走火，面對拳王卻毫無招架之力。 |
| 李澤                        | 葉準        | 葉問的大兒子。而葉準本尊亦是本片客座武術指導。 |
| 查爾斯·梅爾                 | 華萊士      | 英國警司，肥波的上司，其稱他為「鬼頭」。個性貪婪、蠻橫無理視中國人為奴隸，背著高層幹著欺壓中國人、收保護費等骯髒事。                                                                                                 |
| 鄭則仕                      | 肥波        | 香港地區的華人探長，雖在英國人底下工作，但其實心裏依然偏向中國人常常調和二者衝突。 |
| 敖嘉年                      | 梁根        | 《華人日報》總編，葉問在香港的好友，處處都能幫上當時家徒四壁、身無分文的葉問。 |
| 釋小龍                      | 徐世昌      | 葉問的徒弟之一，也是黃粱的朋友。 |
| 羅莽                        | 羅駿霆      | 香港武師之一，大聖劈掛門師傅，在圓桌比試中遭到葉問打趴，是一個比較滑稽和嘴上功夫比較出位的角色。 |
| 馮克安                      | 鄭力為      | 香港武師之一，八卦掌師傅，與羅師傅一向一搭一唱。 |
| 布偉傑                      | 主持人      | 「華洋拳賽」中能夠說中英雙語的擂台主持人。 |
| 陸梅芳                      | 洪震南妻子  | 溫柔婉約、勤簡持家。起初不贊成洪震南開館授洪拳，但仍默默支持他打拼事業，並和其生下六女一子。 |
| 徐玟晴                      | 舉牌員      | 葉問與龍捲風對決的回合舉牌女郎。 |
| 蔣岱言                      | 李小龍      | 由阿耀向葉問推薦的小男孩，正是一代武術大師李小龍的孩童時期。 |

## 電影原聲帶
- 2010年4月27日發行

曲目：
1. 聚、散
2. 當下
3. 武
4. 師徒
5. 無明
6. 講手
7. 營救
8. 泰然
9. 以武會友
10. 高下立見
11. 不相上下
12. 擾
13. 止戈為武
14. 目空一切
15. 正義
16. 仁義
17. 鍛
18. 前夕
19. 戰場
20. 同心
21. 回家
22. 葉問

## 工作人員
- 導演：葉偉信
- 編劇：黃子桓
- 出品人：鄭強輝
- 監製：黃百鳴
- 動作設計及指導：洪金寶
- 原創音樂：川井憲次 (AUBE Inc.)
- 攝影指導：潘恆生 (HKSC)
- 剪接：張嘉輝 (HKSE)
- 美術指導：麥國強
- 詠春顧問：歐陽劍文

## 製作事記

### 拍攝進程
- 2009年7月：正式在佛山開機。
- 2009年11月：正式殺青，展開後期製作。

## 宣傳標語
- 詠春南下，延續傳奇
- 戰後百廢待興，葉問舉家南下香港，傳承中國武術之精神

## 獎項
| 頒獎典禮             | 獎項             | 得獎者         | 結果 |
| -------------------- | ---------------- | -------------- | ---- |
| 第47屆金馬獎         | 最佳動作設計     | 洪金寶         | 獲獎 |
| 第5屆亞洲電影大獎    | 最佳男配角       | 洪金寶         | 獲獎 |
| 第30屆香港電影金像獎 | 最佳電影         | 葉問2          | 提名 |
| 第30屆香港電影金像獎 | 最佳導演         | 葉偉信         | 提名 |
| 第30屆香港電影金像獎 | 最佳新演員       | 杜宇航         | 提名 |
| 第30屆香港電影金像獎 | 最佳攝影         | 潘恆生         | 提名 |
| 第30屆香港電影金像獎 | 最佳剪接         | 張嘉輝         | 獲獎 |
| 第30屆香港電影金像獎 | 最佳美術指導     | 麥國強         | 提名 |
| 第30屆香港電影金像獎 | 最佳動作設計     | 洪金寶         | 獲獎 |
| 第30屆香港電影金像獎 | 最佳音響效果     | 曾景祥、李耀強 | 提名 |
| 第30屆香港電影金像獎 | 最佳視覺效果     | 黃智亨         | 提名 |
| 第30屆香港電影金像獎 | 最佳原創電影音樂 | 川井憲次       | 提名 |

## 評價
本片在爛番茄的新鮮度獲得97%。在Metacritic上，電影獲得了67分。

## 備註
1. ↑  在《葉問》中飾演金山找的手下胡威。

## 外部連結
- 《葉問2》官方網站 （页面存档备份，存于）
- 香港影庫上《葉問2》的資料（繁體中文）
- 開眼電影網上《葉問2》的資料（繁體中文）
- Yahoo奇摩電影上《葉問2》的資料（繁體中文）
- 豆瓣电影上《叶问2：宗师传奇》的資料 （简体中文）
- 时光网上《叶问2：宗师传奇》的資料（简体中文）
- AllMovie上《葉問2》的资料（英文）
- 爛番茄上《葉問2》的資料（英文）
- 互联网电影数据库（IMDb）上《葉問2》的资料（英文）
- Metacritic上《葉問2》的資料（英文）

## 電視節目的變遷
| 香港無綫電視翡翠台 星期日影院 星期日13:15-15:35，星期一凌晨重播 | 香港無綫電視翡翠台 星期日影院 星期日13:15-15:35，星期一凌晨重播 | 香港無綫電視翡翠台 星期日影院 星期日13:15-15:35，星期一凌晨重播 |
| --------------------------------------------------------------- | --------------------------------------------------------------- | --------------------------------------------------------------- |
|                                                                 | 葉問2 （2019年12月29日）                                        |                                                                 |
| 葉問 （2019年12月22日）                                         | 男人唔可以窮 （2020年1月5日）                                   |                                                                 |